# Тушино (станция)
Ту́шино — железнодорожная станция Рижского направления Московской железной дороги в Москве. Входит в Московско-Смоленский центр организации работы железнодорожных станций ДЦС-3 Московской дирекции управления движением. По основному характеру работы является грузовой, по объёму работы отнесена к 3 классу.  В границах станции находится остановочный пункт Тушинская (до ноября 2019 года — Тушино). Время движения от Рижского вокзала — 24 минуты.
Расположена на северо-западе города, недалеко от Волоколамского шоссе. Названа по бывшему одноимённому селу, которое в 1960 году вошло в состав Москвы.

От станции отходит 3 подъездных пути: на территорию ММП им. Чернышёва, завод ЖБИ и длинная заброшенная ветка Тушинского машиностроительного завода.

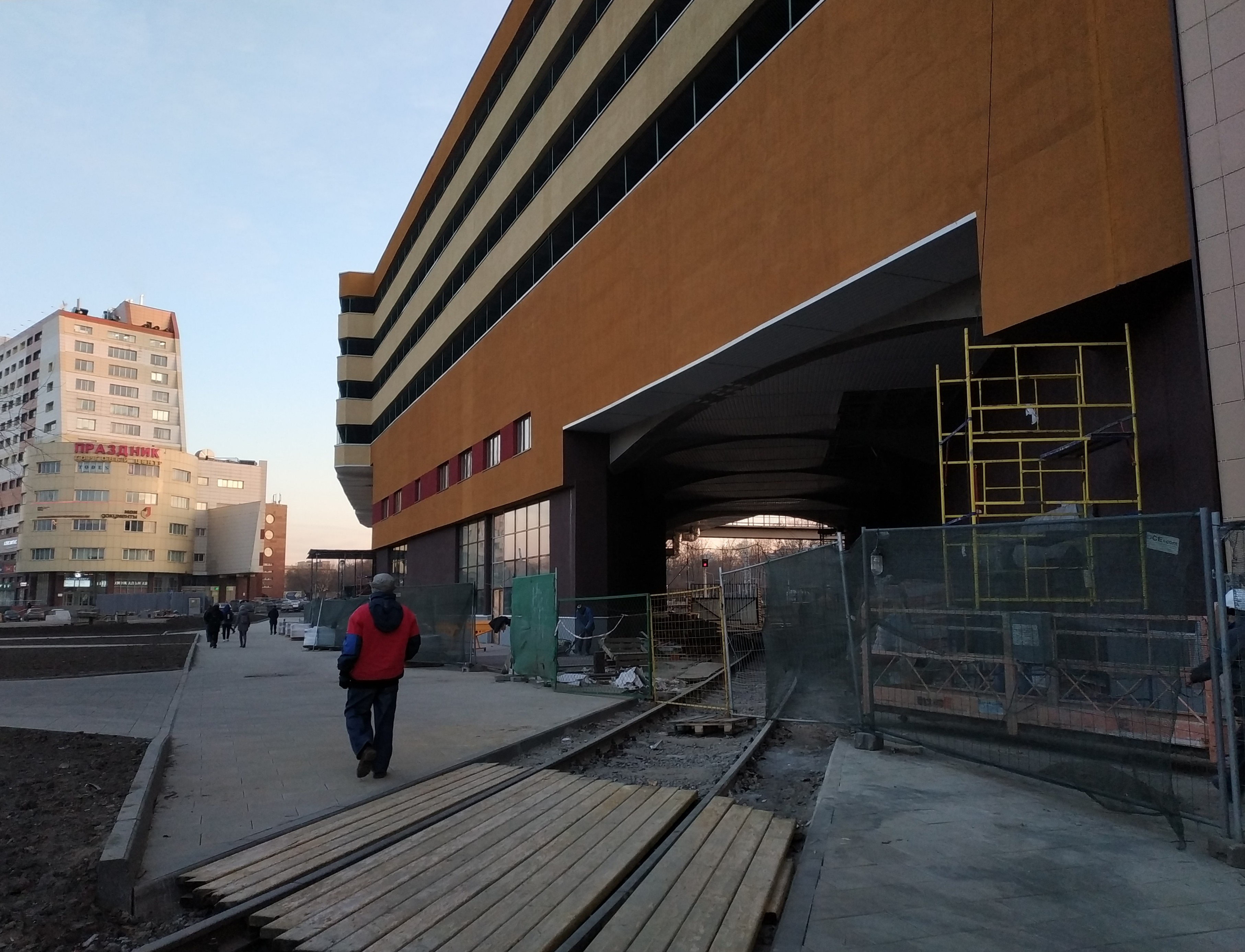
Подъездной путь проходит через здание многоэтажного гаража

В проектировании станции принимал участие Гарик Сукачёв, учившийся тогда в железнодорожном техникуме.